# Stylogyne darienensis
Stylogyne darienensis är en viveväxtart som beskrevs av Cyrus Longworth Lundell. Stylogyne darienensis ingår i släktet Stylogyne och familjen viveväxter. Inga underarter finns listade i Catalogue of Life.